# Fleischextrakt

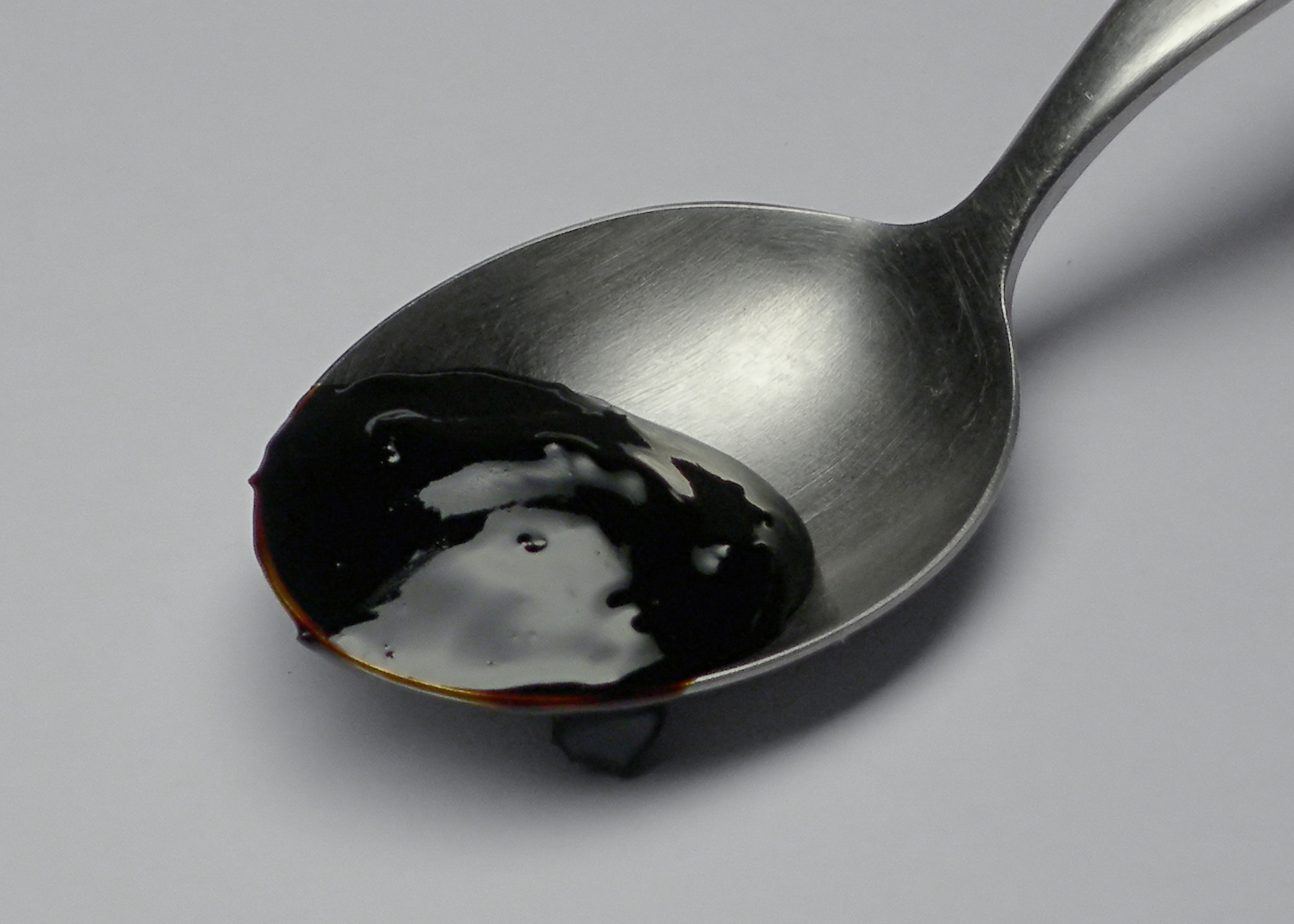
Fleischextrakt

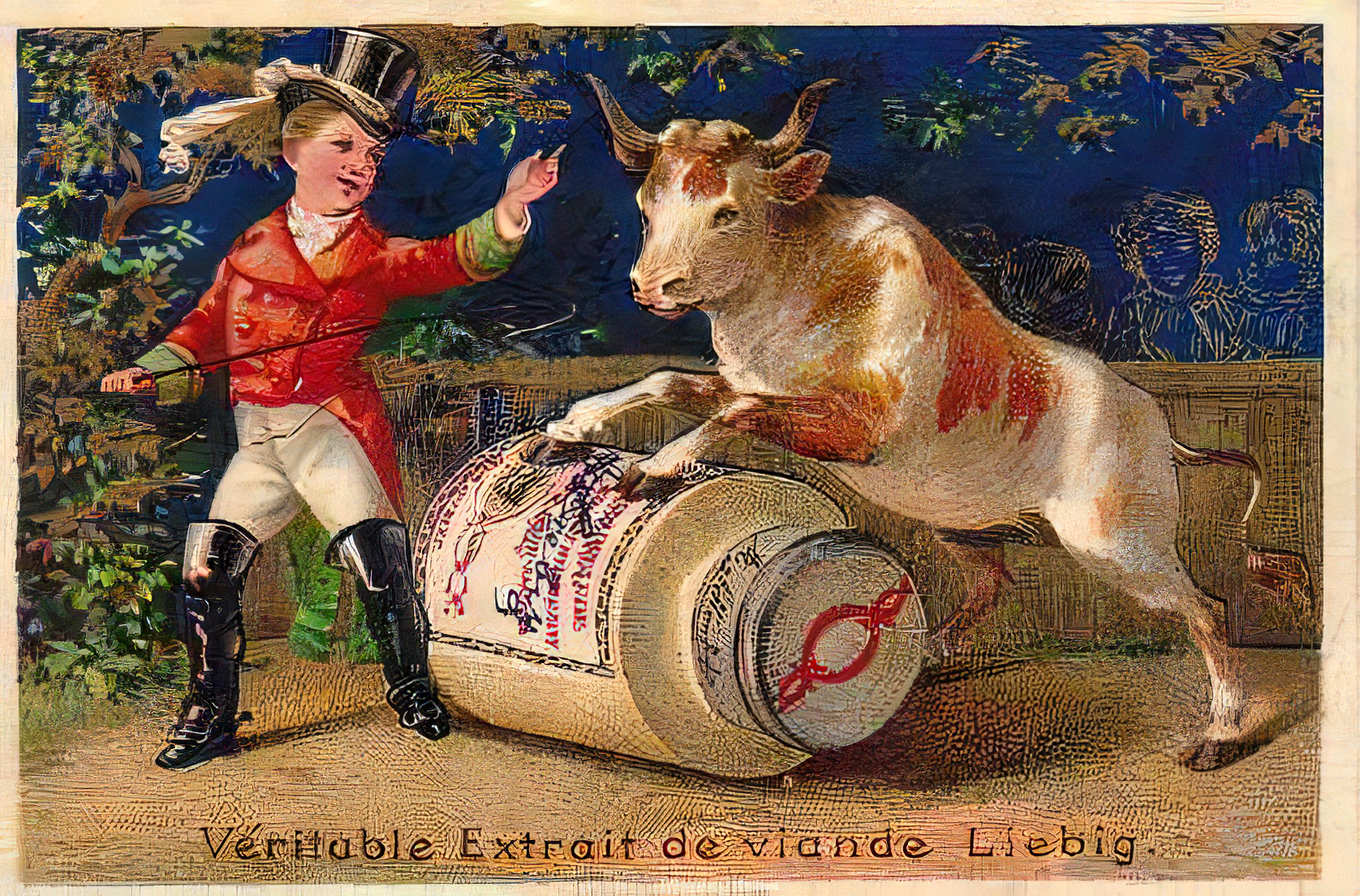
Französische Sammelkarte als Beigabe zum Liebig-Fleischextrakt, 1884

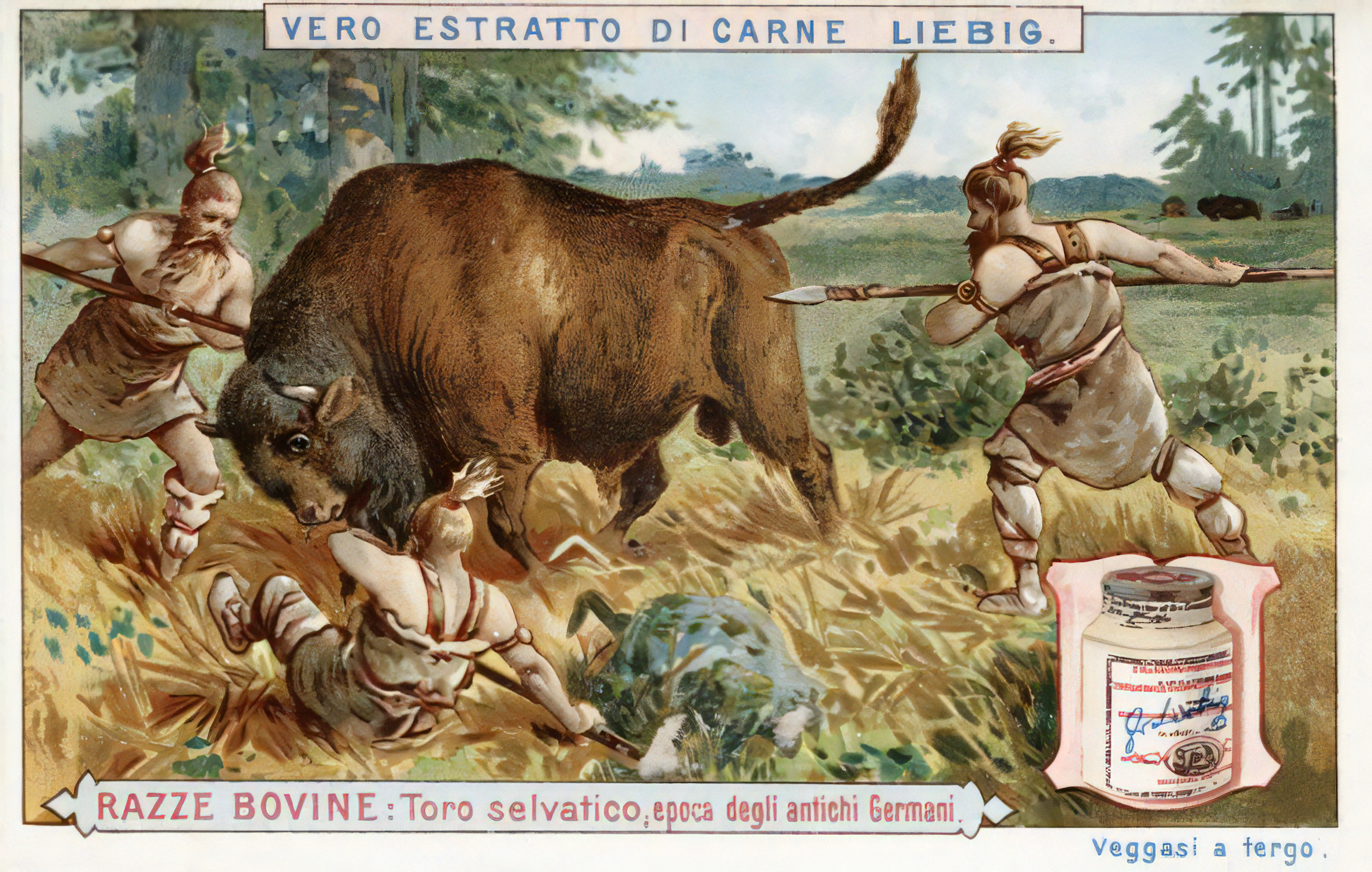
Italienische Sammelkarte als Beigabe zum Liebig-Fleischextrakt, um 1900

Fleischextrakt ist ein hochkonzentrierter Extrakt aus Rindfleisch. Ein Kilogramm der tiefbraunen zähen Paste wird aus 30 Kilogramm Muskelfleisch ohne weitere Zutaten hergestellt. Fleischextrakt kann entsprechend sparsam zur Herstellung von Fleischbrühe (Bouillon) oder zur geschmacklichen Anreicherung von Suppen und Saucen verwendet werden.
Ebenso wird teilweise Fleischglace als Fleischextrakt bezeichnet.

## Herstellung
Zur Herstellung wird reines, von Fett, Sehnen und Häuten befreites Muskelfleisch gemahlen und mit der gleichen Menge Wasser auf eine Temperatur von 75–80 °C erhitzt. Die so gewonnene kräftige Fleischbrühe wird im Wasserbad erst bis zu einem gewissen Grad weiter eingekocht. Anschließend kühlt die Flüssigkeit ab. Beim Filtrieren bleibt das restliche, starr gewordene Fett zurück. Durch weiteres Einkochen entsteht eine braune, salbenartige Substanz. Sie kann durch Zugabe von heißem Wasser wieder gelöst werden.
Fleischextrakt zur Verwendung in der Lebensmittelindustrie wird meist nicht aus schierem Fleisch, sondern aus Resten der Lebensmittelherstellung wie Kochwasser von Corned Beef, Fleisch- und Knochenabfällen gewonnen.

## Geschichte
Pulver aus zerstoßenem Fleisch, Hauptbestandteil von Fleischextrakten, war in Europa bereits bei den Kelten bekannt. Bei Völkern in Nordamerika war es Grundlage für Pemmikan, eine Mischung aus zerstoßenem Dörrfleisch und Fett, die auch als Reiseproviant genutzt wurde. Auch Nomaden in Westafrika und Zentralasien, in der Mongolei als Borts und Hirten in Tibet stellten es her.

### Vorläufer in England
In England gab es bereits im 17. Jahrhundert getrockneten Fleischextrakt in Würfelform als Proviant für Reisende. Er wurde nicht industriell hergestellt, sondern von einzelnen Haushalten, bei Bedarf und nach privaten Rezepten. Er wurde als „tragbare Suppe“ (portable soup) bezeichnet. In einem Kochbuch von Hannah Glasse aus dem Jahr 1747 gibt es dafür zwei Rezepte. Eine größere Menge Fleisch wurde ausgekocht und anschließend zu einem Gelee reduziert, das dann getrocknet wurde. Mit heißem Wasser aufgegossen, ergab es eine Suppe. Der Erfinder dieses Extrakts ist nicht bekannt, die erste bekannte Erwähnung stammt von einem Sir Hugh Plat Anfang des 17. Jahrhunderts. Im britischen National Maritime Museum ist ein solcher Würfel ausgestellt, der von einer Expedition James Cooks stammt.

### Bouillontafeln in Frankreich
Ein Verfahren zur industriellen Herstellung von Fleischextrakt wurde um 1800 von den französischen Chemikern Proust und Parmentier entwickelt, die aus der getrockneten gelatinierten Masse Bouillontafeln herstellten. Sie wurden als Verpflegung für die Besatzung von Schiffen eingesetzt, ehe sie durch Liebigs Fleischextrakt verdrängt wurden. Die daraus mit heißem Wasser zubereitete Suppe wurde auch Tafel- oder Taschenbouillon genannt. Dieses Fertigprodukt wurde von Nachahmern jedoch häufig verfälscht. „Die Bouillontafeln sind sehr in Mißkredit gekommen, weil sie häufig aus fast nichts als Leim [Gallert] bestanden, parfümiert mit dem Brataroma des Fleisches.“

### Liebigs Fleischextrakt

Werbung für Liebigs Fleischextrakt aus dem Jahr 1910

Der deutsche Chemiker Justus von Liebig entwickelte ab den 1840er Jahren einen konzentrierten Fleischtrank. 1853 gab er ihn als stärkende Krankenkost der an Cholera erkrankten Tochter Emma seines Bekannten, des Chemikers und Industriellen James Muspratt, der sich zu diesem Zeitpunkt bei Liebig aufhielt. Sie konnte keine feste Nahrung mehr zu sich nehmen. Nach einigen Tagen erholte sich das Mädchen durch den Fleischtrank und Liebig veröffentlichte das Rezept in den Annalen der Chemie unter dem Titel Eine neue Fleischbrühe für Kranke.
Der Unternehmer und Ingenieur Georg Christian Gilbert, der diesen Artikel gelesen hatte, bot Liebig 1862 eine Zusammenarbeit in Uruguay an. Zu der Zeit gab es in Südamerika einen großen Überschuss an Rindfleisch, da die Tiere vor allem wegen der Häute und Felle gehalten wurden. Aufgrund damals fehlender Kühlmöglichkeiten konnte das Fleisch nicht über weitere Strecken transportiert werden. Dort wurde nunmehr Liebig-Fleischextrakt in riesigen Mengen erzeugt und weltweit verkauft. Die Produktion in Südamerika gewann auch durch die deutschen Einigungskriege zwischen 1864 und 1870 an Bedeutung. Um die Bekanntheit und Beliebtheit zu fördern, wurde das Beilegen von Sammelbildern (Liebigbilder) eine wirksame Werbemaßnahme.
Nach Liebigs Vorstellungen sollte der Fleischextrakt ein Nährmittel vor allem für die ärmere Bevölkerung sein, erwies sich dafür aber als zu teuer. Stattdessen wurde er als nährstoffreiche Zugabe bei der Truppenverpflegung in diversen Kriegen verwendet und war Teil der eisernen Ration der deutschen und britischen Soldaten im Ersten Weltkrieg. Er wird immer noch hergestellt und findet in der Küche sowie in der Lebensmittelindustrie Verwendung.

## Entwicklungen
In den 1880er Jahren entwickelte die Liebig’s Extract of Meat Company den Brühwürfel, eine mit Rindertalg in Würfelform gebrachte Grundlage für Brühen. Zunehmend kam der Trend, den teuren Fleischextrakt zu ersetzen: Julius Maggi entwickelte im Jahr 1886 die flüssige Maggi-Würze, die er ab 1887 auf den Markt brachte. Weitere Entwicklungen, die ein fertiges Gericht ergeben, sind unter anderem Instantsuppen. Auch die viele Jahrzehnte bekannte Erbswurst gehört dazu.